# Малганов Станіслав Давидович
Станіслав Давидович Малганов (15 квітня 1935, Київ — 25 січня 2021) — український актор. Народний артист України (2019).

## Життєпис
Народився в родині репресованого вчителя. Закінчив акторський факультет Київського державного інституту театрального мистецтва ім. І. Карпенка-Карого (1958).
Член Національної Спілки кінематографістів України.

## Фільмографія
Знявся у фільмах:
- «Сповідь» (1962),
- «Гадюка» (1965),
- «Загибель ескадри» (1965),
- «Вулиця тринадцяти тополь» (1969, Махотко),
- «Вогонь» (1973, сезонник),
- «Казка про гучний барабан» (1987),
- «Циганка Аза» (1987),
- «Розпад» (1990),
- «Оберіг» (1991),
- «Особиста зброя» (1991, т/ф),
- «Постскриптум» (1992),
- «Заручники страху» (1993),
- «Святе сімейство» (1997),
- «Небо в горошок» (2004),
- «А життя триває» (2006) та ін.